# Ahiwara
Ahiwara é uma vila e uma nagar panchayat no distrito de Durg, no estado indiano de Chhattisgarh.

## Demografia
Segundo o censo de 2001, Ahiwara tinha uma população de 18 744 habitantes. Os indivíduos do sexo masculino constituem 51% da população e os do sexo feminino 49%. Ahiwara tem uma taxa de literacia de 66%, superior à média nacional de 59,5%; com 59% para o sexo masculino e 41% para o sexo feminino. 15% da população está abaixo dos 6 anos de idade.